# Mana Endo
Mana Endo (Japans: 遠藤 愛, Endō Mana) (Hiroshima, 6 februari 1971) is een voormalig tennisspeelster uit Japan. Zij speelt rechtshandig en heeft een enkelhandige backhand. Zij was actief in het proftennis van 1991 tot en met 1998.

## Loopbaan

### Enkelspel
Endo debuteerde in 1989 op het ITF-toernooi van Kuroshio (Japan). Zij stond datzelfde jaar voor het eerst in een finale, op het ITF-toernooi van Matsuyama (Japan) – hier veroverde zij haar eerste titel, door landgenote Yone Kamio te verslaan. In totaal won zij vier ITF-titels, de laatste in 1991 in Chiba (Japan).
In 1991 kwalificeerde Endo zich voor het eerst voor een WTA-hoofdtoernooi, op het toernooi van Tokio. Zij bereikte er de tweede ronde. Zij stond in 1994 voor het eerst in een WTA-finale, op het toernooi van Hobart – hier veroverde zij haar enige WTA-titel, door de Australische Rachel McQuillan te verslaan.
Haar beste resultaat op de grandslamtoernooien is het bereiken van de vierde ronde, op de US Open 1994. Haar hoogste notering op de WTA-ranglijst is de 26e plaats, die zij bereikte in september 1994.

### Dubbelspel
Endo was weinig actief in het dubbelspel. Zij debuteerde in 1989 op het ITF-toernooi van Sekisho (Japan) samen met de Braziliaanse Sofia Kelbert. Zij stond in 1993 voor het eerst in een finale, op het ITF-toernooi van Tokio Kugayama (Japan), samen met landgenote Masako Yanagi – zij verloren van het eveneens Japanse duo Mami Donoshiro en Yuka Tanaka. Endo veroverde nooit een dubbelspeltitel.
In 1991 speelde Endo voor het eerst op een WTA-hoofdtoernooi, op het toernooi van Nichirei, samen met landgenote Miki Mizokuchi. Haar beste resultaat op de WTA-toernooien is het bereiken van de halve finale, op het WTA-toernooi van Osaka in 1994, aan de zijde van landgenote Naoko Sawamatsu.
Haar enige deelname aan een grandslamtoernooi, op de Australian Open 1995 samen met landgenote Naoko Sawamatsu, bracht haar in de derde ronde. Haar hoogste notering op de WTA-ranglijst is de 98e plaats, die zij bereikte in januari 1995.

## Posities op deWTA-ranglijst
Positie per einde seizoen:
| jaartal | ranking enkelspel | ranking dubbelspel |
| ------- | ----------------- | ------------------ |
| 1998    | 311               | –                  |
| 1997    | 116               | 363                |
| 1996    | 54                | 244                |
| 1995    | 77                | 166                |
| 1994    | 28                | 121                |
| 1993    | 47                | 313                |
| 1992    | 57                | –                  |
| 1991    | 117               | 763                |
| 1990    | 199               | 363                |
| 1989    | 384               | –                  |

## Palmares
| Legenda                |
| ---------------------- |
| Grandslamtoernooi      |
| Olympische Spelen      |
| Year-End Championships |
| Tier I                 |
| Tier II                |
| Tier III               |
| Tier IV & V            |

### WTA-finaleplaatsen enkelspel
| nr.              | finaledatum | toernooi   | ondergrond | tegenstandster       | score         |
| ---------------- | ----------- | ---------- | ---------- | -------------------- | ------------- |
| Gewonnen finales |             |            |            |                      |               |
| 1.               | 1994-01-15  | WTA Hobart | hardcourt  | Rachel McQuillan     | 6-1, 6-7, 6-4 |
| Verloren finales |             |            |            |                      |               |
| 1.               | 1996-01-14  | WTA Hobart | hardcourt  | Julie Halard-Decugis | 1-6, 2-6      |

### WTA-finaleplaatsen dubbelspel
Geen.

## Prestatietabel grandslamtoernooien
| Legenda | Legenda                          |
| ------- | -------------------------------- |
| g.t.    | geen toernooi gehouden           |
| l.c.    | lagere categorie                 |
| –       | niet deelgenomen                 |
| G       | uitgeschakeld in de groepsfase   |
| 1R      | uitgeschakeld in de eerste ronde |
| 2R      | uitgeschakeld in de tweede ronde |
| 3R      | uitgeschakeld in de derde ronde  |
| 4R      | uitgeschakeld in de vierde ronde |
| KF      | uitgeschakeld in de kwartfinale  |
| HF      | uitgeschakeld in de halve finale |
| F       | de finale verloren               |
| W       | het toernooi gewonnen            |
| w-v     | winst/verlies-balans             |

### Enkelspel
| Toernooi        | 1992 | 1993 | 1994 | 1995 | 1996 | 1997 | 1998 | w-v |
| --------------- | ---- | ---- | ---- | ---- | ---- | ---- | ---- | --- |
| Australian Open | 1R   | 2R   | 2R   | 1R   | 3R   | 2R   | 1R   | 5-7 |
| Roland Garros   | 3R   | 1R   | 1R   | 1R   | 1R   | 1R   | –    | 2-6 |
| Wimbledon       | 3R   | 2R   | 3R   | 2R   | 1R   | 1R   | –    | 6-6 |
| US Open         | –    | –    | 4R   | 2R   | 1R   | –    | –    | 4-3 |

### Vrouwendubbelspel
| Toernooi        | 1995 | w-v |
| --------------- | ---- | --- |
| Australian Open | 3R   | 2-1 |
| Roland Garros   | –    | 0-0 |
| Wimbledon       | –    | 0-0 |
| US Open         | –    | 0-0 |